# Olympische Sommerspiele 2016/Teilnehmer (Irland)
| Gelbes Symbol für Goldmedaillen mit stilisierten Olympischen Ringen | Graues Symbol für Silbermedaillen mit stilisierten Olympischen Ringen | Braundes Symbol für Bronzemedaillen mit stilisierten Olympischen Ringen |
| ------------------------------------------------------------------- | --------------------------------------------------------------------- | ----------------------------------------------------------------------- |
| —                                                                   | 2                                                                     | —                                                                       |

Irland nahm an den Olympischen Spielen 2016 in Rio de Janeiro teil. Es war die insgesamt 21. Teilnahme an Olympischen Sommerspielen. Das Olympic Council of Ireland nominierte 77 Athleten in 14 Sportarten.
Der Boxer Michael O’Reilly wurde noch vor seinem ersten Kampf bei einer Dopingprobe positiv getestet und von den Spielen ausgeschlossen.

## Teilnehmer nach Sportarten

### Badminton
| Athleten    | Wettbewerb | Gruppenphase   | Gruppenphase            | Gruppenphase | Gruppenphase | Achtelfinale   | Achtelfinale       | Viertelfinale | Viertelfinale | Halbfinale    | Halbfinale    | Finale        | Finale        | Rang          |
| Athleten    | Wettbewerb | Gegner         | Ergebnis                | Punkte       | Rang         | Gegner         | Ergebnis           | Gegner        | Ergebnis      | Gegner        | Ergebnis      | Gegner        | Ergebnis      | Rang          |
| ----------- | ---------- | -------------- | ----------------------- | ------------ | ------------ | -------------- | ------------------ | ------------- | ------------- | ------------- | ------------- | ------------- | ------------- | ------------- |
| Frauen      |            |                |                         |              |              |                |                    |               |               |               |               |               |               |               |
| Chloe Magee | Einzel     | Wang Yihan     | 0:2 (7:21, 12:21)       | 52:84        | 3/3          | ausgeschieden  | ausgeschieden      | ausgeschieden | ausgeschieden | ausgeschieden | ausgeschieden | ausgeschieden | ausgeschieden | ausgeschieden |
| Chloe Magee | Einzel     | Karin Schnaase | 0:2 (14:21, 19:21)      | 52:84        | 3/3          | ausgeschieden  | ausgeschieden      | ausgeschieden | ausgeschieden | ausgeschieden | ausgeschieden | ausgeschieden | ausgeschieden | ausgeschieden |
| Männer      |            |                |                         |              |              |                |                    |               |               |               |               |               |               |               |
| Scott Evans | Einzel     | Marc Zwiebler  | 2:1 (9:21, 21:17, 21:7) | 112:82       | 1/3          | Viktor Axelsen | 1:2 (16:21, 12:21) | ausgeschieden | ausgeschieden | ausgeschieden | ausgeschieden | ausgeschieden | ausgeschieden | ausgeschieden |
| Scott Evans | Einzel     | Ygor Coelho    | 2:1 (21:8, 19:21, 21:8) | 112:82       | 1/3          | Viktor Axelsen | 1:2 (16:21, 12:21) | ausgeschieden | ausgeschieden | ausgeschieden | ausgeschieden | ausgeschieden | ausgeschieden | ausgeschieden |

### Boxen
| Athleten         | Wettbewerb                   | 1. Runde           | 1. Runde | Achtelfinale        | Achtelfinale  | Viertelfinale    | Viertelfinale | Halbfinale    | Halbfinale    | Finale        | Finale        | Rang          |
| Athleten         | Wettbewerb                   | Gegner             | Ergebnis | Gegner              | Ergebnis      | Gegner           | Ergebnis      | Gegner        | Ergebnis      | Gegner        | Ergebnis      | Rang          |
| ---------------- | ---------------------------- | ------------------ | -------- | ------------------- | ------------- | ---------------- | ------------- | ------------- | ------------- | ------------- | ------------- | ------------- |
| Frauen           |                              |                    |          |                     |               |                  |               |               |               |               |               |               |
| Katie Taylor     | Leichtgewicht bis 60 kg      | –                  | –        | Freilos             | Freilos       | Mira Potkonen    | 1:2           | ausgeschieden | ausgeschieden | ausgeschieden | ausgeschieden | ausgeschieden |
| Männer           |                              |                    |          |                     |               |                  |               |               |               |               |               |               |
| Paddy Barnes     | Halbfliegengewicht bis 49 kg | Freilos            | Freilos  | Samuel Carmona      | 1:2           | ausgeschieden    | ausgeschieden | ausgeschieden | ausgeschieden | ausgeschieden | ausgeschieden | ausgeschieden |
| Brendan Irvine   | Fliegengewicht bis 52 kg     | Shahobiddin Zoirov | 0:3      | ausgeschieden       | ausgeschieden | ausgeschieden    | ausgeschieden | ausgeschieden | ausgeschieden | ausgeschieden | ausgeschieden | ausgeschieden |
| Michael Conlan   | Bantamgewicht bis 56 kg      | Freilos            | Freilos  | Aram Awagjan        | 3:0           | Wladimir Nikitin | 0:3           | ausgeschieden | ausgeschieden | ausgeschieden | ausgeschieden | ausgeschieden |
| David Joyce      | Leichtgewicht bis 60 kg      | Andrique Allisop   | 3:0      | Albert Selimow      | 0:3           | ausgeschieden    | ausgeschieden | ausgeschieden | ausgeschieden | ausgeschieden | ausgeschieden | ausgeschieden |
| Steven Donnelly  | Weltergewicht bis 69 kg      | Zohir Kedache      | 3:0      | Bjambyn Tüwschinbat | 2:1           | Mohammed Rabii   | 1:2           | ausgeschieden | ausgeschieden | ausgeschieden | ausgeschieden | ausgeschieden |
| Michael O’Reilly | Mittelgewicht bis 75 kg      | Freilos            | Freilos  | Misael Rodríguez    | kampflos      | ausgeschieden    | ausgeschieden | ausgeschieden | ausgeschieden | ausgeschieden | ausgeschieden | ausgeschieden |
| Joe Ward         | Halbschwergewicht bis 81 kg  | Freilos            | Freilos  | Carlos Andrés Mina  | 1:2           | ausgeschieden    | ausgeschieden | ausgeschieden | ausgeschieden | ausgeschieden | ausgeschieden | ausgeschieden |

### Golf
| Athleten           | Runde 1 | Runde 2 | Runde 3 | Runde 4 | Gesamt | Par | Rang |
| ------------------ | ------- | ------- | ------- | ------- | ------ | --- | ---- |
| Frauen             |         |         |         |         |        |     |      |
| Leona Maguire      | 74      | 65      | 74      | 69      | 282    | –2  | T21  |
| Stephanie Meadow   | 77      | 66      | 71      | 72      | 286    | +2  | T31  |
| Männer             |         |         |         |         |        |     |      |
| Pádraig Harrington | 70      | 71      | 67      | 73      | 281    | −3  | T21  |
| Séamus Power       | 71      | 67      | 74      | 67      | 279    | −5  | T15  |

### Hockey
| Wettbewerb    | Männer |
| ------------- | --- |
| Athleten      | Jonny Bell Chris Cargo Peter Caruth Mitch Darling Paul Gleghorne Kyle Good Ronan Gormley David Harte Conor Harte John Jackson John Jermyn Eugene Magee Shane O’Donoghue Alan Sothern Kirk Shimmins Michael Watt |
| Trainer       | Craig Fulton |
| Gruppenphase  | Indien 2:3 (0:2) Niederlande 0:5 (0:2) Deutschland 2:3 (1:1) Kanada 4:2 (3:0) Argentinien 2:3 (1:2) |
| Viertelfinale | ausgeschieden |
| Halbfinale    | ausgeschieden |
| Finale        | ausgeschieden |
| Platzierung   | 10. Platz |

### Leichtathletik
Laufen und Gehen 
| Athleten            | Wettbewerb       | Runde 1         | Runde 1         | Halbfinale      | Halbfinale      | Finale          | Finale          | Rang            |
| Athleten            | Wettbewerb       | Zeit            | Rang            | Zeit            | Rang            | Zeit            | Rang            | Rang            |
| ------------------- | ---------------- | --------------- | --------------- | --------------- | --------------- | --------------- | --------------- | --------------- |
| Frauen              |                  |                 |                 |                 |                 |                 |                 |                 |
| Ciara Everard       | 800 m            | 2:07,91 min     | 57              | ausgeschieden   | ausgeschieden   | ausgeschieden   | ausgeschieden   | 57              |
| Ciara Mageean       | 1500 m           | 4:11,51 min     | 24              | 4:08,07 min     | 17              | ausgeschieden   | ausgeschieden   | 17              |
| Fionnuala McCormack | 10.000 m         | nicht gestartet | nicht gestartet | nicht gestartet | nicht gestartet | nicht gestartet | nicht gestartet | nicht gestartet |
| Breege Connolly     | Marathon         | –               | –               | –               | –               | 2:44:41 h       | 76              | 76              |
| Lizzie Lee          | Marathon         | –               | –               | –               | –               | 2:39:57 h       | 57              | 57              |
| Fionnuala McCormack | Marathon         | –               | –               | –               | –               | 2:31:22 h       | 20              | 20              |
| Michelle Finn       | 3000 m Hindernis | 9:49,45 min     | 39              | –               | –               | ausgeschieden   | ausgeschieden   | 39              |
| Kerry O’Flaherty    | 3000 m Hindernis | 9:45,53 min     | 34              | –               | –               | ausgeschieden   | ausgeschieden   | 34              |
| Sara Louise Treacy  | 3000 m Hindernis | 9:46,24 min     | 37              | –               | –               | 9:52,70 min     | 17              | 17              |
| Männer              |                  |                 |                 |                 |                 |                 |                 |                 |
| Mark English        | 800 m            | 1:46,40 min     | 14              | 1:45,93 min     | 17              | ausgeschieden   | ausgeschieden   | 17              |
| Mick Clohisey       | Marathon         | –               | –               | –               | –               | 2:26:34 h       | 103             | 103             |
| Paul Pollock        | Marathon         | –               | –               | –               | –               | 2:16:24 h       | 32              | 32              |
| Kevin Seaward       | Marathon         | –               | –               | –               | –               | 2:20:06 h       | 64              | 64              |
| Alex Wright         | 20 km Gehen      | –               | –               | –               | –               | 1:25:25 h       | 46              | 46              |
| Brendan Boyce       | 50 km Gehen      | –               | –               | –               | –               | 3:53:59 h       | 19              | 19              |
| Robert Heffernan    | 50 km Gehen      | –               | –               | –               | –               | 3:43:55 h       | 6               | 6               |
| Alex Wright         | 50 km Gehen      | –               | –               | –               | –               | nicht beendet   | nicht beendet   | –               |
| Thomas Barr         | 400 m Hürden     | 48,93 s         | 10              | 48,39 s         | 10              | 47,97 s         | 4               | 4               |

 Springen und Werfen 
| Athleten  | Wettbewerb     | Qualifikation | Qualifikation | Finale        | Finale        | Rang |
| Athleten  | Wettbewerb     | Weite/Höhe    | Rang          | Weite/Höhe    | Rang          | Rang |
| --------- | -------------- | ------------- | ------------- | ------------- | ------------- | ---- |
| Frauen    |                |               |               |               |               |      |
| Tori Pena | Stabhochsprung | 4,30 m        | 27            | ausgeschieden | ausgeschieden | 27   |

### Moderner Fünfkampf
| Athleten                | Fechten | Fechten | Schwimmen   | Schwimmen | Reiten | Reiten | Combined     | Combined | Punkte | Rang |
| Athleten                | Bilanz  | Punkte  | Zeit        | Punkte    | Zeit   | Punkte | Zeit         | Punkte   | Punkte | Rang |
| ----------------------- | ------- | ------- | ----------- | --------- | ------ | ------ | ------------ | -------- | ------ | ---- |
| Frauen                  |         |         |             |           |        |        |              |          |        |      |
| Natalya Coyle           | 19:16   | 215     | 2:17,38 min | 288       | 0      | 300    | 12:58,13 min | 522      | 1325   | 6    |
| Männer                  |         |         |             |           |        |        |              |          |        |      |
| Arthur Lanigan-O’Keeffe | 16:19   | 198     | 2:03,03 min | 331       | 0      | 300    | 11:23,96 min | 617      | 1446   | 11   |

### Radsport

#### Bahn
| Athleten         | Wettbewerb | Qualifikation | Qualifikation | Finals             | Finals             | Rang |
| Athleten         | Wettbewerb | Zeit          | Rang          | Zeit               | Rang               | Rang |
| ---------------- | ---------- | ------------- | ------------- | ------------------ | ------------------ | ---- |
| Frauen           |            |               |               |                    |                    |      |
| Shannon McCurley | Keirin     | –             | 5             | nicht qualifiziert | nicht qualifiziert | 21   |

#### Straße
| Athleten      | Wettbewerb    | Zeit      | Rang |
| ------------- | ------------- | --------- | ---- |
| Männer        |               |           |      |
| Daniel Martin | Straßenrennen | 6:13:03 h | 13   |
| Nicolas Roche | Straßenrennen | 6:19:43 h | 29   |

### Reiten
| Dressurreiten                 |            |            |            |         |      |
| Athleten                      | Wettbewerb | Prozent    | Prozent    | Prozent | Rang |
| Athleten                      | Wettbewerb | Grand Prix | GP Spécial | GP Kür  | Rang |
| Judy Reynolds mit Vancouver K | Einzel     | 74,700     | 74,090     | 75,696  | 18   |

| Springen                                |            |                  |               |               |              |              |      |
| Athleten                                | Wettbewerb | Strafpunkte      | Strafpunkte   | Strafpunkte   | Strafpunkte  | Strafpunkte  | Rang |
| Athleten                                | Wettbewerb | 1. Qualifikation | Nationenpreis | Nationenpreis | Einzelfinale | Einzelfinale | Rang |
| Athleten                                | Wettbewerb | 1. Qualifikation | 1. Umlauf     | 2. Umlauf     | 1. Umlauf    | 2. Umlauf    | Rang |
| Greg Patrick Broderick mit Going Global | Einzel     | (8)              | (5)           | –             | –            | –            | 50   |

| Vielseitigkeit |            |                     |                     |          |                    |        |    |
| Athleten | Wettbewerb | Minuspunkte Dressur | Minuspunkte Gelände | Springen | Minuspunkte Gesamt | Rang   |    |
| Clare Abbott mit Euro Prince                                                                                             | Einzel     | 47,00               | 107,9               | 0,00     | ausgeschieden      | 112,6  | 36 |
| Jonty Evans mit Cooley Rorkes Drift                                                                                      | Einzel     | 41,80               | 22,80               | 0,00     | 0,00               | 64,60  | 9  |
| Mark Kyle mit Jemilla | Einzel     | 50,40               | 50,80               | 8,00     | ausgeschieden      | 109,20 | 33 |
| Padraig McCarthy mit Simon Porloe                                                                                        | Einzel     | 46,80               | ausgeschieden       | –        | –                  | –      | –  |
| Clare Abbott mit Euro Prince Jonty Evans mit Cooley Rorkes Drift Mark Kyle mit Jemilla Padraig McCarthy mit Simon Porloe | Mannschaft | 135,60              | 123,80              | 8,00     | ausgeschieden      | 286,40 | 8  |

### Rudern
| Athleten                      | Wettbewerb                  | Vorlauf     | Vorlauf | Vorlauf       | Hoffnungslauf | Hoffnungslauf | Hoffnungslauf | Viertelfinale | Viertelfinale | Viertelfinale | Halbfinale  | Halbfinale | Halbfinale    | Finale      | Finale | Rang   |
| Athleten                      | Wettbewerb                  | Zeit        | Platz   | Qualifikation | Zeit          | Platz         | Qualifikation | Zeit          | Platz         | Qualifikation | Zeit        | Platz      | Qualifikation | Zeit        | Platz  | Rang   |
| ----------------------------- | --------------------------- | ----------- | ------- | ------------- | ------------- | ------------- | ------------- | ------------- | ------------- | ------------- | ----------- | ---------- | ------------- | ----------- | ------ | ------ |
| Frauen                        |                             |             |         |               |               |               |               |               |               |               |             |            |               |             |        |        |
| Sanita Pušpure                | Einer                       | 9:11,45 min | 2       | Viertelfinale | –             | –             | –             | 7:28,68 min   | 4             | Halbfinale C  | 7:53,48 min | 1          | C-Finale      | 7:27,60 min | 1      | 13     |
| Sinéad Lynch Claire Lambe     | Leichtgewichts-Doppelzweier | 7:10,91 min | 2       | Halbfinale    | –             | –             | –             | –             | –             | –             | 7:18,24 min | 3          | Finale        | 7:13,09 min | 6      | 6      |
| Männer                        |                             |             |         |               |               |               |               |               |               |               |             |            |               |             |        |        |
| Paul O’Donovan Gary O’Donovan | Leichtgewichts-Doppelzweier | 6:23,72 min | 1       | Halbfinale    | –             | –             | –             | –             | –             | –             | 6:35,70 min | 3          | Finale        | 6:31,23 min | 2      | Silber |

### Schwimmen
| Athleten       | Wettbewerb     | Vorlauf     | Vorlauf | Halbfinale    | Halbfinale    | Finale        | Finale        | Rang |
| Athleten       | Wettbewerb     | Zeit        | Rang    | Zeit          | Rang          | Zeit          | Rang          | Rang |
| -------------- | -------------- | ----------- | ------- | ------------- | ------------- | ------------- | ------------- | ---- |
| Frauen         |                |             |         |               |               |               |               |      |
| Fiona Doyle    | 100 m Brust    | 1:07,58 min | 20      | ausgeschieden | ausgeschieden | ausgeschieden | ausgeschieden | 20   |
| Fiona Doyle    | 200 m Brust    | 2:29,76 min | 25      | ausgeschieden | ausgeschieden | ausgeschieden | ausgeschieden | 25   |
| Frauen         |                |             |         |               |               |               |               |      |
| Shane Ryan     | 50 m Freistil  | 22,88 s     | 43      | ausgeschieden | ausgeschieden | ausgeschieden | ausgeschieden | 43   |
| Shane Ryan     | 100 m Freistil | 49,82 s     | 40      | ausgeschieden | ausgeschieden | ausgeschieden | ausgeschieden | 40   |
| Nicholas Quinn | 100 m Brust    | 1:01,29 min | 32      | ausgeschieden | ausgeschieden | ausgeschieden | ausgeschieden | 32   |
| Nicholas Quinn | 200 m Brust    | 2:11,67 min | 19      | ausgeschieden | ausgeschieden | ausgeschieden | ausgeschieden | 19   |
| Shane Ryan     | 100 m Rücken   | 53,85 s     | 14      | 54,40 s       | 16            | ausgeschieden | ausgeschieden | 16   |

### Segeln
Fleet Race
| Athleten                     | Wettbewerb   | Qualifikation | Qualifikation | Medal Race    | Medal Race    | Punkte | Rang   |
| Athleten                     | Wettbewerb   | Punkte        | Rang          | Punkte        | Rang          | Punkte | Rang   |
| ---------------------------- | ------------ | ------------- | ------------- | ------------- | ------------- | ------ | ------ |
| Frauen                       |              |               |               |               |               |        |        |
| Annalise Murphy              | Laser Radial | 57            | 3             | 10            | 5             | 67     | Silber |
| Andrea Brewster Saskia Tidey | 49erFX       | 119           | 12            | ausgeschieden | ausgeschieden | 119    | 12     |
| Männer                       |              |               |               |               |               |        |        |
| Finn Lynch                   | Laser        | 243           | 32            | ausgeschieden | ausgeschieden | 243    | 32     |
| Matt McGovern Ryan Seaton    | 49er         | 103           | 8             | 18            | 9             | 121    | 10     |

### Triathlon
| Athleten    | Wettbewerb | Zeit      | Rang |
| ----------- | ---------- | --------- | ---- |
| Frauen      |            |           |      |
| Aileen Reid | Einzel     | 2:01:14 h | 21   |
| Männer      |            |           |      |
| Bryan Keane | Einzel     | 1:52:09 h | 40   |

### Turnen

#### Gerätturnen
| Athleten       | Wettbewerb       | Qualifikation | Qualifikation | Finale        | Finale        | Rang |
| Athleten       | Wettbewerb       | Punkte        | Rang          | Punkte        | Rang          | Rang |
| -------------- | ---------------- | ------------- | ------------- | ------------- | ------------- | ---- |
| Frauen         |                  |               |               |               |               |      |
| Ellis O’Reilly | Mehrkampf Einzel | 48,732        | 57            | ausgeschieden | ausgeschieden | 57   |
| Männer         |                  |               |               |               |               |      |
| Kieran Behan   | Mehrkampf Einzel | 82,232        | 38            | ausgeschieden | ausgeschieden | 38   |

### Wasserspringen
| Athleten       | Wettbewerb        | Vorkampf | Vorkampf | Halbfinale | Halbfinale | Finale | Finale | Rang |
| Athleten       | Wettbewerb        | Punkte   | Rang     | Punkte     | Rang       | Punkte | Rang   | Rang |
| -------------- | ----------------- | -------- | -------- | ---------- | ---------- | ------ | ------ | ---- |
| Männer         |                   |          |          |            |            |        |        |      |
| Oliver Dingley | Kunstspringen 3 m | 399,80   | 13       | 414,25     | 9          | 442,90 | 8      | 8    |